# حيز خلفي للفخذ
يشتمل الحيز اللفافي الخلفي للفخذ (بالإنجليزية: Posterior compartment of thigh)‏ على العضلات القابضة للرُّكبة والعضلات الباسطة للورك.
ويتكون من العضلات التالية:
- ذات الرأسين الفخذية
- الوترية النّصف
- الغشائية النّصف

وتتمثل العضلات هنا (عدا الرأس القصيرة للعضلة ذات الرأسين الفخذية) في العَضَلات المَأْبِضِيَّة.
وهذه العضلات يُعصّبُها بشكل رئيسي العصب الوركي، العَصَبُ الظُّنْبوبِيّ تحديدًا. فالرأس القصيرة للعضلة ذات الرأسين الفخذية يُعصّبها العَصَبُ الشَّظَوِيُّ. كما يُعرف التجويف الموجود في مؤخرة الركبة، والمعرف تشريحيًا باسم الحُفْرَةُ المَأْبِضِيَّة، بالعامية باسم باطِنُ الرُّكْبَة. ويمكن الشعور بأوتار العضلات المذكورة عاليه كحبال بارزة على جانبي الحفرة—وتر العضلة ذات الرأسين على الجانب ووترا العضلة الغشائية النصف والعضلة الوترية النصف في المنتصف. ويعمل وترا المأبض على ثني الركبة، كما يقومان من خلال العَضَلَة الأَلَوِيَّة الكُبْرَى بتمديد الورك أثناء المشي والجري. وتسمى العضلة الوترية النصف بهذا الاسم نظرًا لطول وترها بشكل غير معتاد. كما تسمى العضلة الغشائية النصف بهذا الاسم نظرًا للشكل المسطح لمرتكزها العلوي.[3] وتخرج شرايين الحيز الخلفي للفخذ من الأفرع الأَلَوِيَّة السُّفْلِية والثاقبة للشريان الفَخِذِيّ العَمِيْق.[4]